# 櫟樹新片盾介殼蟲
櫟樹新片盾介殼蟲（学名：Neoparlatoria lithocarpicola）为盾介殼蟲科新片盾介殼蟲屬下的一个种。